# Schwoich
Schwoich település Ausztriában, Tirolban a Kufsteini járásban található. Területe 18,77 km², lakosainak száma 2,332 fő, népsűrűsége pedig 120 fő/km² (2014. január 1-jén). A település 583 méteres tengerszint feletti magasságban helyezkedik el.

## Fordítás
- Ez a szócikk részben vagy egészben  a   Schwoich című angol Wikipédia-szócikk ezen változatának fordításán alapul.  Az eredeti cikk szerkesztőit annak laptörténete sorolja fel. Ez a jelzés csupán a megfogalmazás eredetét és a szerzői jogokat jelzi, nem szolgál a cikkben szereplő információk forrásmegjelöléseként.